# Guy Williams (efeitos visuais)
Guy Williams é um supervisor de efeitos visuais estadunidense. Foi indicado ao Oscar de melhores efeitos visuais na edição de 2018 por Guardians of the Galaxy Vol. 2, na edição de 2014 por Iron Man 3 e na edição de 2013 por Marvel's The Avengers.